# KFC Hamont 99
KFC Hamont 99 is een Belgische voetbalclub uit Hamont, in het noorden van de provincie Limburg. De club is aangesloten bij de KBVB met stamnummer 7202 en heeft rood-grijs als clubkleuren. De club in de huidige vorm ontstond in 1999 uit de fusie van de clubs KVV Hamontlo en SK Hamont. De thuisbasis is stadion 't Leeuwke in de Bevrijdingsstraat in Hamont.

## Geschiedenis
SK Hamont werd opgericht in 1963 en sloot aanvankelijk aan bij de KBLVB, een amateurbond. In 1968 sloot men uiteindelijk aan bij de Belgische Voetbalbond, waar men het stamnummer 7202 kreeg toegewezen. De clubkleuren waren rood-geel. De thuiswedstrijden werden gespeeld in het Emiel Bekaertstadion in het stadspark. De club ging in de laagste reeks van start, en bleef de volgende decennia in de Vierde, Derde of Tweede Provinciale spelen.
In 1999 fusioneerde deze club uiteindelijk met KVV Hamontlo. Dit was de oudste nog actieve voetbalclub in Hamont, aangesloten bij de voetbalbond met stamnummer 2923 en rood-wit als kleuren. Hamontlo had 36 jaar lang onafgebroken in de hoogste provinciale reeks gespeeld. De fusieclub werd KFC Hamont 99 genoemd, waarbij KFC staat voor Koninklijke Fusie-Club, en speelde verder met stamnummer 7202 van Hamont SK. Stamnummer 2923 werd geschrapt. De club speelde ver in de Limburgse provinciale reeksen.
Het eerste seizoen (1999/00) werd al afgesloten op een achtste plaats. De daaropvolgende seizoenen kon de ploeg verschillende keren een plaats in de eindronde afdwingen. In 2002 resulteerde dit uiteindelijk in promotie naar Tweede Provinciale. Twee jaar later, in 2004, behaalde men daar de titel, en zo promoveerde men verder naar de hoogste provinciale reeks. In 2005 slaagde de ploeg ook daar er weer in een eindrondeplaats af te dwingen na het halen van de eerste periodetitel. In de interprovinciale eindronde was RFC Malmundaria echter te sterk. In 2005/06 eindigde pakte men de tweede periodetitel. Op het eind van het seizoen strandde men op een gedeelde eerste plaats: zowel Cobox 76, KVV Verbroedering Maasmechelen, Eendracht VV Genenbos als KFC Hamont 99 eindigden met 55 punten. Hamont 99 moest een eindronde spelen, verloor er tegen Cobox, en miste zo opnieuw een allereerste promotie naar de nationale reeksen.
Pas op de laatste speeldag van seizoen 2006/07 kon de handhaving in eerste provinciale verzekerd worden. De meerderheid van de spelers zocht andere oorden en in het daarop volgende seizoen was degradatie onvermijdelijk met een 16e plaats. Eendracht VV Genenbos zat in hetzelfde schuitje: het eindigde 15e en zakte mee naar tweede provinciale. In seizoen 2008/09 startte KFC Hamont 99 met een dameselftal, dat startte in Tweede Provinciale. In 2009/10 speelt de club in Derde Provinciale, in dezelfde reeks als jongere stadsgenoot Excelsior Hamont.
In het seizoen 2017/18 speelde de club in Tweede Provinciale, samen met Achel VV.

## Resultaten
| Seizoen | Klasse | Klasse | Klasse | Klasse | Klasse | Klasse | Klasse | Klasse | Klasse | Reeks                                                    | Punten                                                   | Opmerkingen |                                           |
|         | I      | I      | II     | III    | IV     | P.I    | P.II   | P.III  | P.IV   | Vanaf 1952/53 zijn er 4 nationale niveaus                | Vanaf 1952/53 zijn er 4 nationale niveaus                | Vanaf 1952/53 zijn er 4 nationale niveaus | Vanaf 1952/53 zijn er 4 nationale niveaus |
| ------- | ------ | ------ | ------ | ------ | ------ | ------ | ------ | ------ | ------ | -------------------------------------------------------- | -------------------------------------------------------- | --- | ----------------------------------------- |
| 1999/00 |        |        |        |        |        |        |        | 8      |        | Derde Prov. Lim.                                         |                                                          | |                                           |
| 2000/01 |        |        |        |        |        |        |        |        |        | Derde Prov. Lim.                                         |                                                          | Verloren in eindronde |                                           |
| 2001/02 |        |        |        |        |        |        |        |        |        | Derde Prov. Lim.                                         |                                                          | Promotie via eindronde |                                           |
| 2002/03 |        |        |        |        |        |        |        |        |        | Tweede Prov. Lim.                                        |                                                          | |                                           |
| 2003/04 |        |        |        |        |        |        | 1      |        |        | Tweede Prov. Lim.                                        |                                                          | Kampioen |                                           |
| 2004/05 |        |        |        |        |        | 7      |        |        |        | Eerste Prov. Lim.                                        | 45                                                       | |                                           |
| 2005/06 |        |        |        |        |        | 4      |        |        |        | Eerste Prov. Lim.                                        | 55                                                       | |                                           |
| 2006/07 |        |        |        |        |        | 10     |        |        |        | Eerste Prov. Lim.                                        | 40                                                       | |                                           |
| 2007/08 |        |        |        |        |        | 16     |        |        |        | Eerste Prov. Lim.                                        | 6                                                        | |                                           |
| 2008/09 |        |        |        |        |        |        | 15     |        |        | Tweede Prov. Lim. A                                      | 12                                                       | |                                           |
| 2009/10 |        |        |        |        |        |        |        | 8      |        | Derde Prov. Lim. B                                       | 38                                                       | |                                           |
| 2010/11 |        |        |        |        |        |        |        | 2      |        | Derde Prov. Lim. A                                       | 58                                                       | Gewonnen in eerste ronde van promotie-eindronde tegen KVC Kesselt (3-2 in tot.). Ook in de tweede ronde werd er gewonnen tegen Kadijk SK (5-5 in tot., uitdoelpunten). In de derde ronde behaalde men de promtie door te winnen tegen SK Rooierheide (2-2 in tot., penalty's) |                                           |
| 2011/12 |        |        |        |        |        |        | 14     |        |        | Tweede Prov. Lim. A                                      | 34                                                       | Gewonnen in degradatie-eindronde tegen KEWS Schoonbeek-Beverst (5-3 in tot.), toch gedegrageerd als bijkomende degradant |                                           |
| 2012/13 |        |        |        |        |        |        |        | 5      |        | Derde Prov. Lim. A                                       | 57                                                       | Verloren in eerste ronde van promotie-eindronde tegen SV Herkol Neerpelt (6-7 in tot.) |                                           |
| 2013/14 |        |        |        |        |        |        |        | 1      |        | Derde Prov. Lim. A                                       | 68                                                       | Kampioen |                                           |
| 2014/15 |        |        |        |        |        |        | 12     |        |        | Tweede Prov. Lim. A                                      | 37                                                       | |                                           |
| 2015/16 |        |        |        |        |        |        | 9      |        |        | Tweede Prov. Lim. A                                      | 39                                                       | |                                           |
|         | 1A     | 1B     | 1Am    | 2Am    | 3Am    | P.I    | P.II   | P.III  | P.IV   | Vanaf 2016-17 zijn er 3 nationale en 2 regionale niveaus | Vanaf 2016-17 zijn er 3 nationale en 2 regionale niveaus | Vanaf 2016-17 zijn er 3 nationale en 2 regionale niveaus |                                           |
| 2016/17 |        |        |        |        |        |        | 7      |        |        | Tweede Prov. Lim. A                                      | 46                                                       | |                                           |
| 2017/18 |        |        |        |        |        |        | 5      |        |        | Tweede Prov. Lim. A                                      | 51                                                       | Verloren in eerste ronde van promotie-eindronde tegen Torpedo Hasselt (0-2 in tot.) |                                           |
| 2018/19 |        |        |        |        |        |        | 4      |        |        | Tweede Prov. Lim. A                                      | 49                                                       | Gewonnen in eerste ronde van promotie-eindronde tegen FC Landen (7-5 in tot.). In de tweede ronde werd er verloren tegen KFCMD Halen (4-3 in tot.). In de laatste ronde werd verloren tegen Standard Elen (2-6 in tot.)                                                       |                                           |
| 2019/20 |        |        |        |        |        |        | 9      |        |        | Tweede Prov. Lim. A                                      | 32                                                       | Vroegtijdig stopgezet wegens de Coronacrisis. |                                           |
| 2020/21 |        |        |        |        |        |        |        |        |        | Tweede Prov. Lim. A                                      |                                                          | Geschrapt wegens de Coronacrisis. |                                           |
| 2021/22 |        |        |        |        |        |        | 8      |        |        | Tweede Prov. Lim. A                                      | 46                                                       | |                                           |
| 2022/23 |        |        |        |        |        |        | 7      |        |        | Tweede Prov. Lim. A                                      | 46                                                       | |                                           |
| 2023/24 |        |        |        |        |        |        | 14     |        |        | Tweede Prov. Lim. B                                      | 31                                                       | |                                           |
| 2024/25 |        |        |        |        |        |        | 8      |        |        | Tweede Prov. Lim. B                                      | 42                                                       | |                                           |
| 2025/26 |        |        |        |        |        |        |        |        |        | Tweede Prov. Lim. B                                      |                                                          | |                                           |

## Bekende (oud-)spelers
- Sjoerd van Beers